# ジョセフ・カサブブ
ジョゼフ・カサブブ（フランス語: Joseph Kasa-Vubu, 1915年 - 1969年3月24日）は、コンゴ民主共和国の政治家。同国の初代大統領。

## 経歴

### 独立前
ベルギー領コンゴ（当時）西部のチェラに生まれたカサブブは、1928年から1936年までカトリックの宣教師から教育を受けた。その後、教師になるまでにザンビアのカブウェにあった神学校で神学と哲学を学んだ。

### 独立以降
コンゴ川下流のコンゴ族を主体としたコンゴ族同盟（ABAKO, アバコ党）のリーダーとなったカサブブは、コンゴが1960年6月30日にベルギーから独立すると、初代大統領に就任した。しかし、保守的なカサブブと国家主義的なパトリス・ルムンバ首相が対立したことにより中央政府は機能を停止し、新生コンゴは政治的および軍事的な争いと、地方における分離論者の活動によってすぐに崩壊を迎えた。いわゆるコンゴ動乱の勃発であった。同年9月5日、カサブブはルムンバを更迭し、逆にルムンバ内閣もカサブブを解任を決議するという事態に至った。膠着した状態は、9月14日に陸軍のジョセフ＝デジレ・モブツがカサブブ側についてクーデターを起こし、権力を掌握することによって打開された。ルムンバはその後、カタンガ国で分離主義者に捕らえられ、殺害された。
その後、カサブブは弱体化した政権を5年間にわたって運営した。1964年6月、カタンガ国独立主義者であったモイーズ・チョンベを首相に任命すると共に、反政府左翼主義者に対抗するためにヨーロッパ人傭兵を投入することを認めた。1965年11月25日、モブツによる2度目のクーデターが起こされ、カサブブの退任とモブツ自身の国家元首就任が宣言された。カサブブはその後、自宅で軟禁下に置かれたまま4年後に死去した。